# Cienfuegos
La ciutat de Cienfuegos, també coneguda com la Perla del Sud, és el segon port més important de Cuba i capital de la província del mateix nom (anteriorment pertanyia a la província de Las Villas). Va ser creada per les autoritats colonials espanyoles.
S'ha desenvolupat al costat de la badia de Jagua, també anomenada badia de Cienfuegos. Posseeix una posició estratègica al centre sud de Cuba que la vincula amb el Carib, es caracteritza per un agradable ambient marítim i gran arrelament de les activitats nàutiques que constitueixen un dels seus trets distintius.

## Història
Luis Lorenzo de Clouet y Piette, tinent coronel d'infanteria, el dia 1 de gener de 1819 va proposar a José Cienfuegos y Jovellanos, Capità General de l'Illa de Cuba, fundar una colònia a la Badia de Jagua, fet que va ser acceptat.
Va arribar a Jagua en companyia de 46 colons francesos procedent de Bordeus i Nova Orleans. Es varen traslladar a la vora del riu Saladito, molt a prop del lloc que va ocupar un poblat indi, i es varen allotjar en tendes de campanya i barraques fetes pels antics pobladors indígenes. Allà pretenia fundar la colònia.
El 19 d'abril de 1819 Agustín de Santa Cruz y de Castilla va visitar Luis de Clouet i li va indicar la conveniència de fundar la colònia en una possessió seva anomenada ”Península de la Majagua”, possessió que li va oferir per a aquesta finalitat.
Aquest oferiment va ser acceptat i va fundar la colònia Fernandina de Jagua, anomenada així en honor del Rei d'Espanya i conservant també el nom que els aborígens donaven a la comarca.

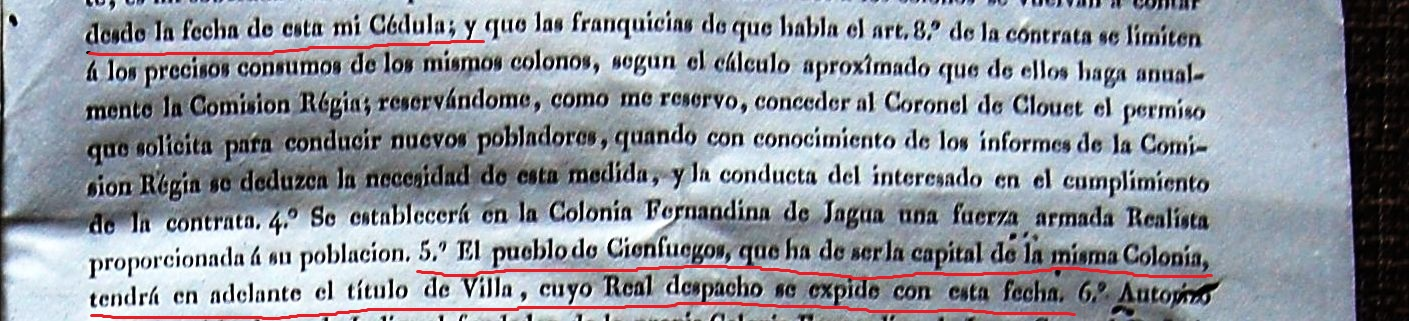
Concessió del títol de Villa

En 1829 es va substituir el nom de Fernandina de Jagua pel de Cienfuegos, en honor del Capità General de l'Illa José Cienfuegos y Jovellanos que havia fet molt per la colònia.
L'Ajuntament i el títol de Villa li és concedida el 1829, i adquireix la categoria de ciutat el 1880.
En la Guerra de 1895 va ser destacada la participació dels habitants de Cienfuegos i molt a prop d'aquí es va lliurar la Batalla de Maltiempo, en la qual Antonio Maceo i Máximo Gómez al capdavant dels mambises varen derrotar a les tropes espanyoles.

## Llocs d'interès

### Centre històric urbà

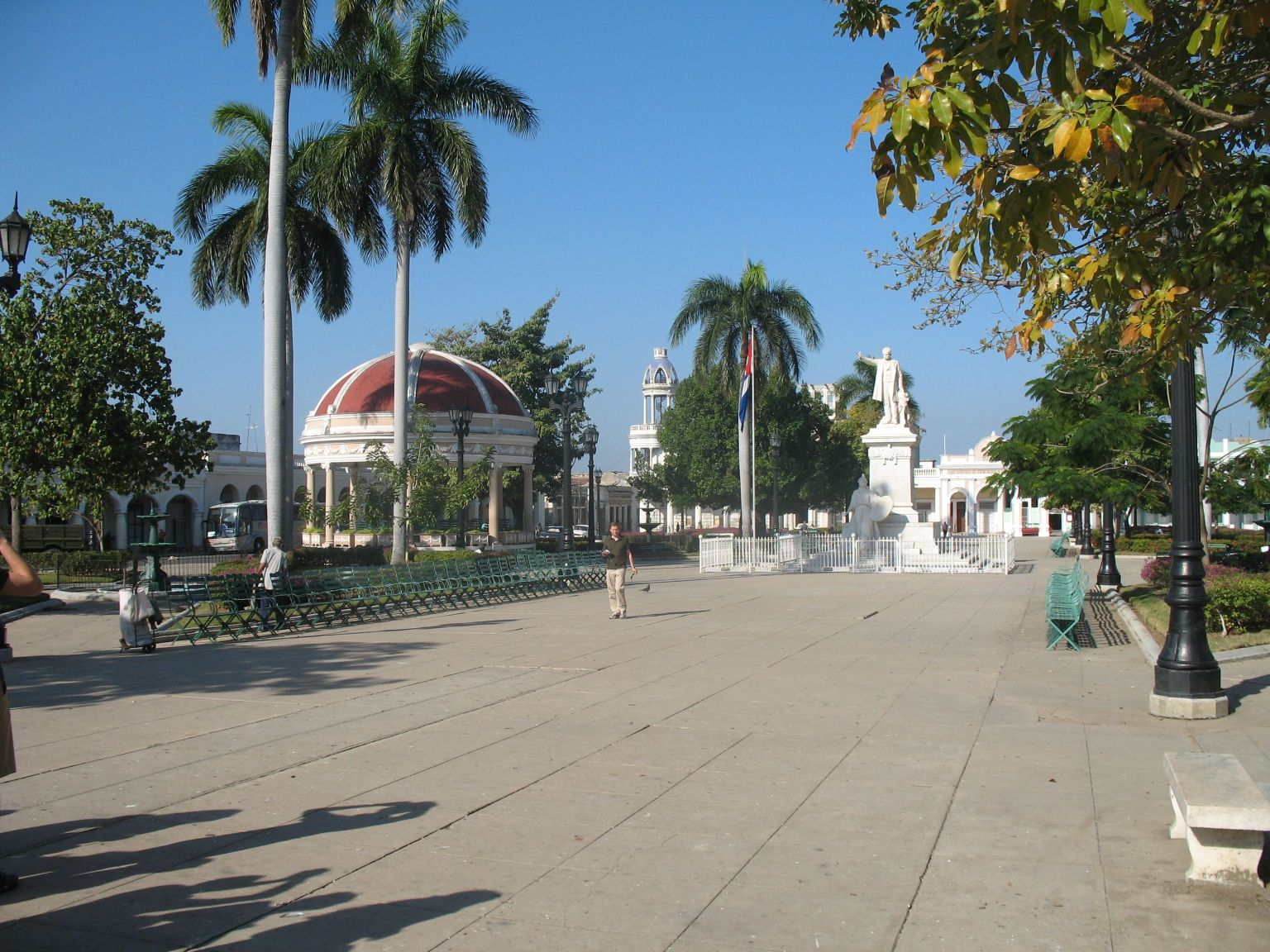
Parc José Martí

Va ser declarat Patrimoni de la Humanitat l'any 2005 com a primer i notable exemple de conjunt arquitectònic i urbanístic en el qual es van plasmar les noves idees de modernitat, higiene i urbanisme sorgides a Amèrica Llatina al segle xix.
Té un traçat ortogonal amb forma de quadrícula, i es caracteritza per la compactació constructiva, l'homogeneïtat estilística i la monumentalitat dels principals edificis. L'entorn arquitectònic, neoclàssic i eclèctic, s'articula al voltant del Parc José Martí, i el Paseo del Prado.
- Catedral de Nuestra Señora de la Purísima Concepción

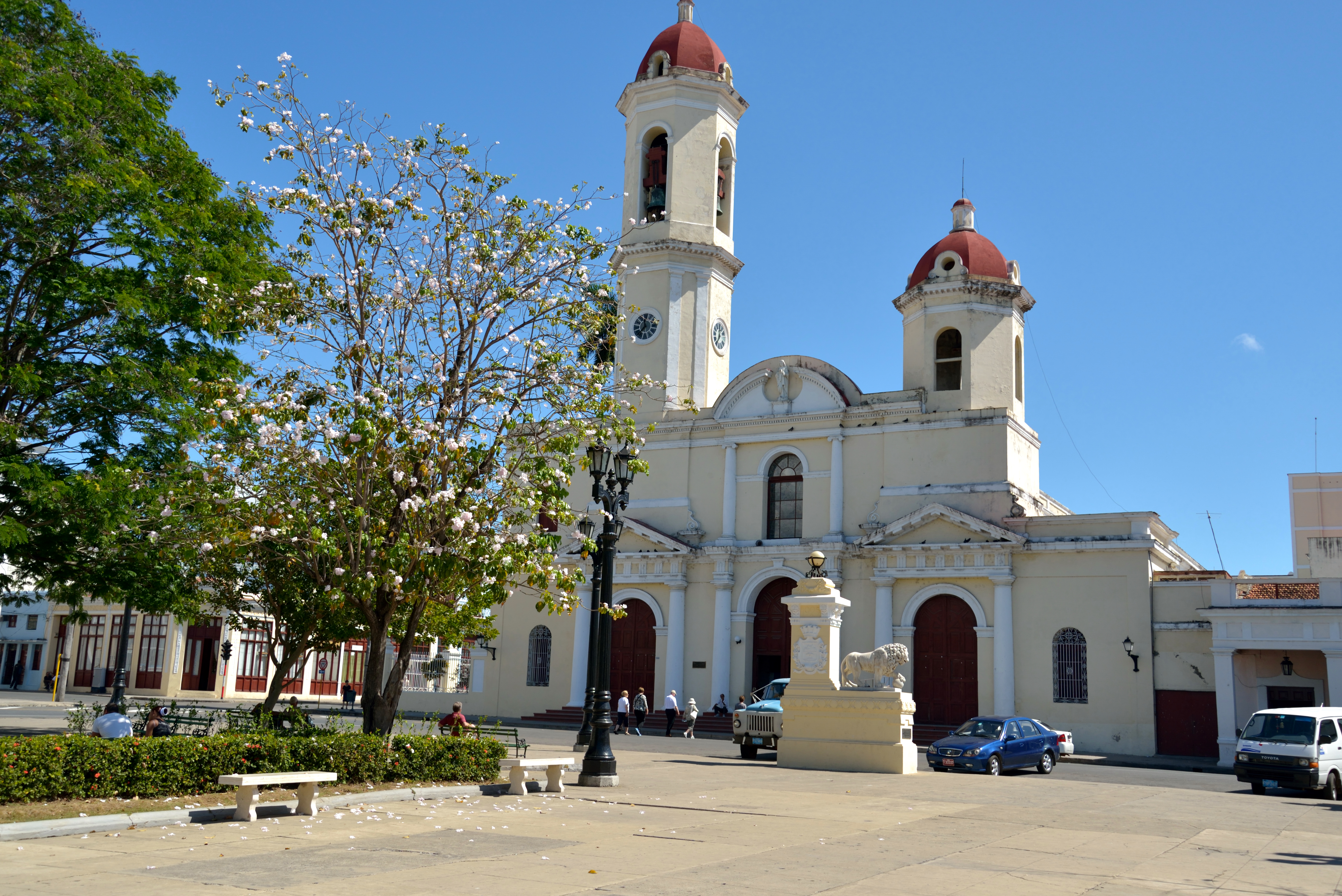
Catedral de la Puríssima Concepció

El 15 d'abril de 1833 s'inaugura un temple parroquial adequat a una població de més de tres mil habitants. No tenia pòrtic ni torre campanar i es construeix de maons amb l'edifici de forma quadrada, línies rectes i arcades al centre.
Cap a 1850 es varen introduir algunes millores. Es va construir la primera torre, es va crear l'altar major, i es va adquirir a Barcelona la imatge de la Verge de la Puríssima Concepció, patrona de la Vila.
En 1866 es projecta la nova ampliació, dotant-la de la nova volta i la segona torre. Els habitants de Cienfuegos no varen permetre que fos enderrocada la primera torre erigida (de la nau lateral dreta) sent l'original més petita i la de l'esquerra més alta.
El 20 de febrer de 1903 va ser declarada Santa Església Catedral.
- Teatre Tomás Terry

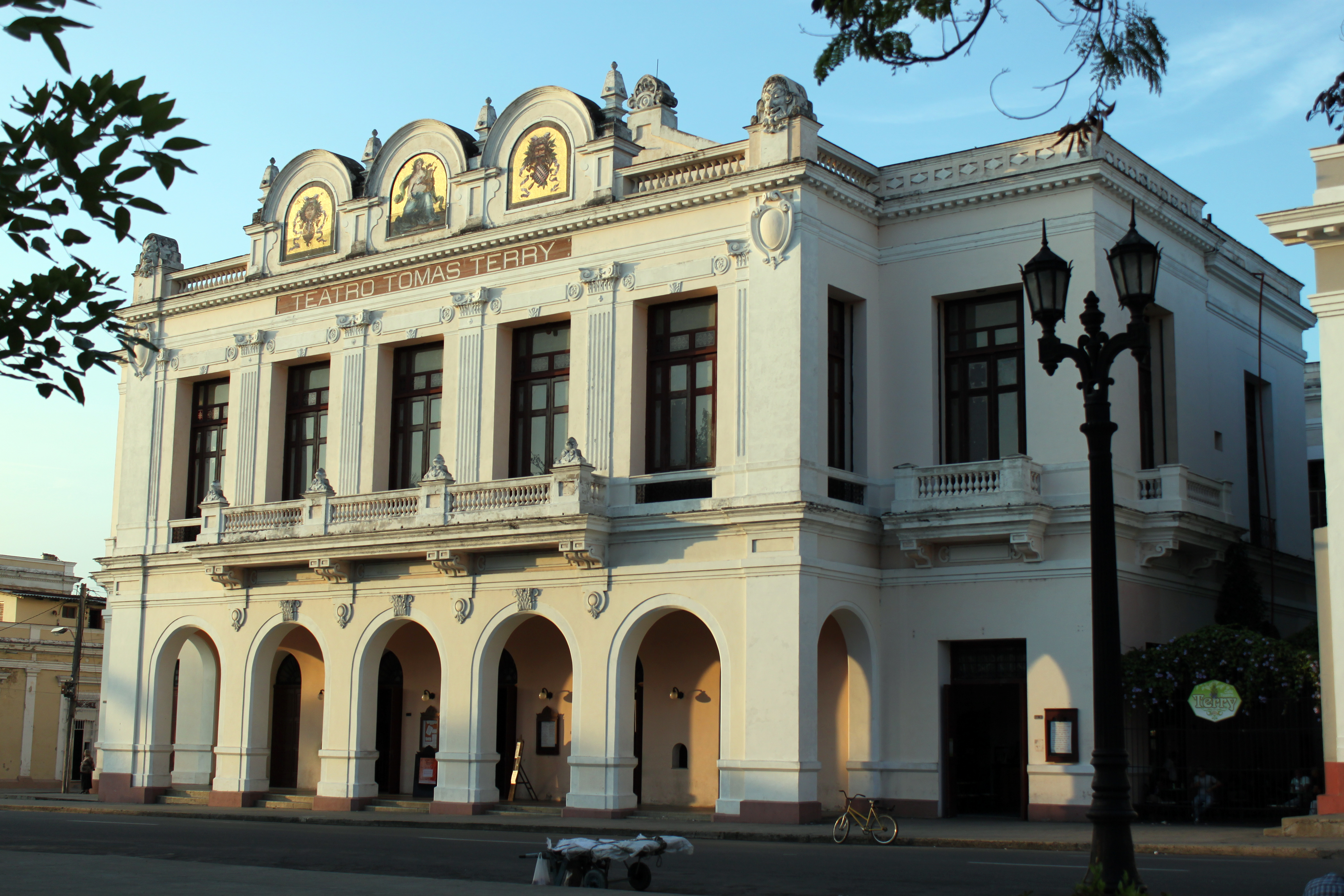
Teatre Tomás Terry

Tomás Terry va ser un magnat nascut a Veneçuela que va fer molts diners amb el comerç d'esclaus a Cuba i també amb la indústria del sucre. Mort el 1885, els seus fills, complint els seus desitjos, varen donar cent mil pesos per a la construcció d'un bon teatre. Teatre que es va inaugurar el 12 de febrer de 1890.
Es van construir segons l'estil del teatre italià, constituït per una sala amb forma de ferradura, on el públic seu en quatre nivells, sempre de cara a l'espectacle.
El pòrtic de la façana principal del teatre està rematat per tres mosaics de la casa veneciana de Salviati, que són al·legories de la musa de la tragèdia, la comèdia i la música, i constitueixen un dels pocs exemples existents al país de la influència de l'art romà d'Orient.
És Monument Nacional.
- Palau Ferrer

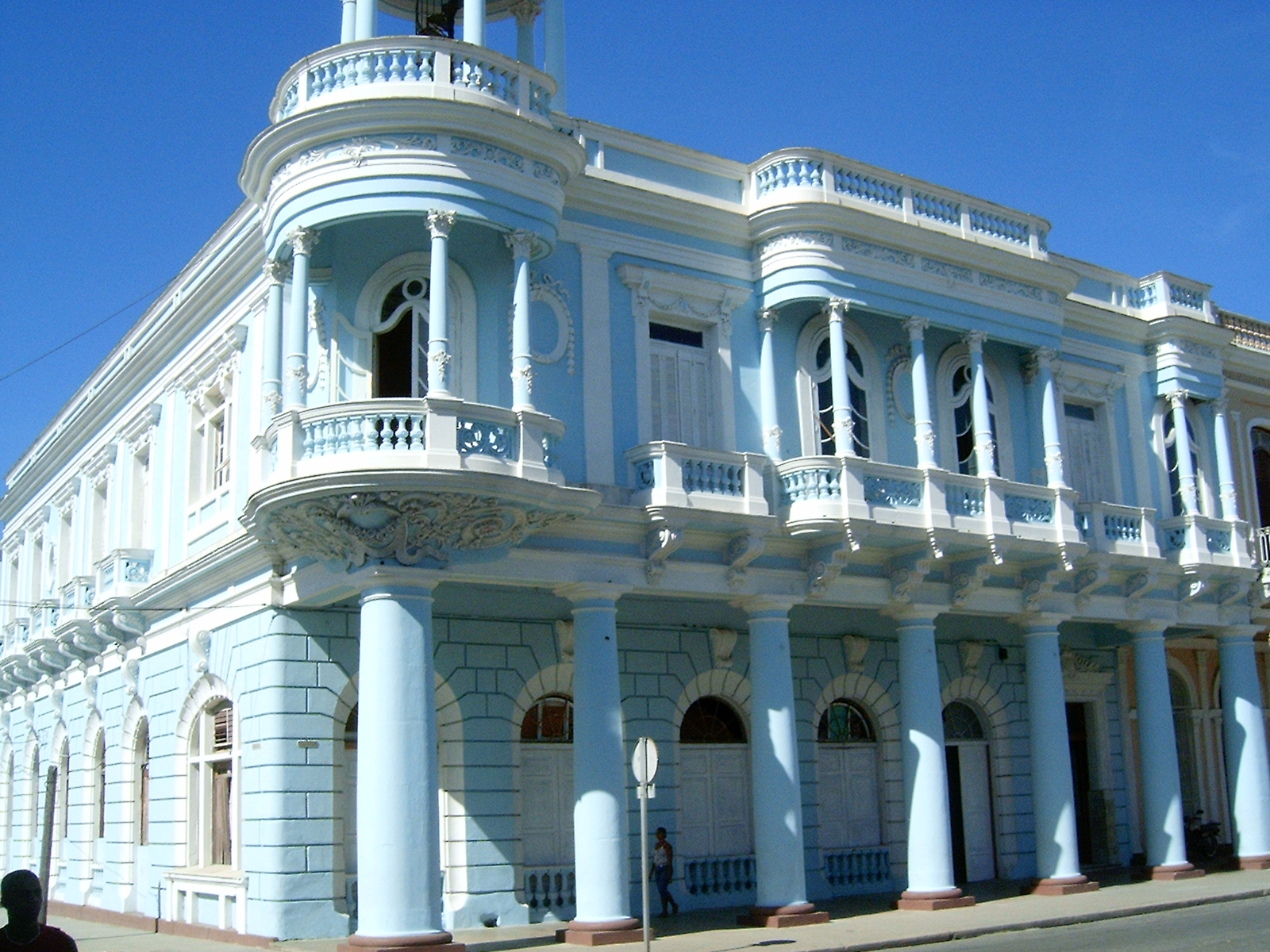
Palau Ferrer, actual Casa de la Cultura

Josep Ferrer Sires, acabalat català radicat a Cienfuegos, va fer construir aquest palau el 1917. El projecte, basat en el modernisme català, va ser de l'arquitecte de Cienfuegos Pablo Donato Carbonell.
Està construït en dos nivells, la planta baixa sense ornaments, destinat a aixoplugar mercaderies i la planta superior amb ornamentació en marbres, valuosa ferreria i rajoles esmaltats, amb decoració d'alta qualitat artística. Remata el terrat amb un elegantíssim mirador a la cantonada sud-est, que permetia al mercader des de les altures "dominar totes les operacions" del port i presenciar també l'entrada a la badia de "alguna possibilitat de fer negoci".
- Palau de Govern

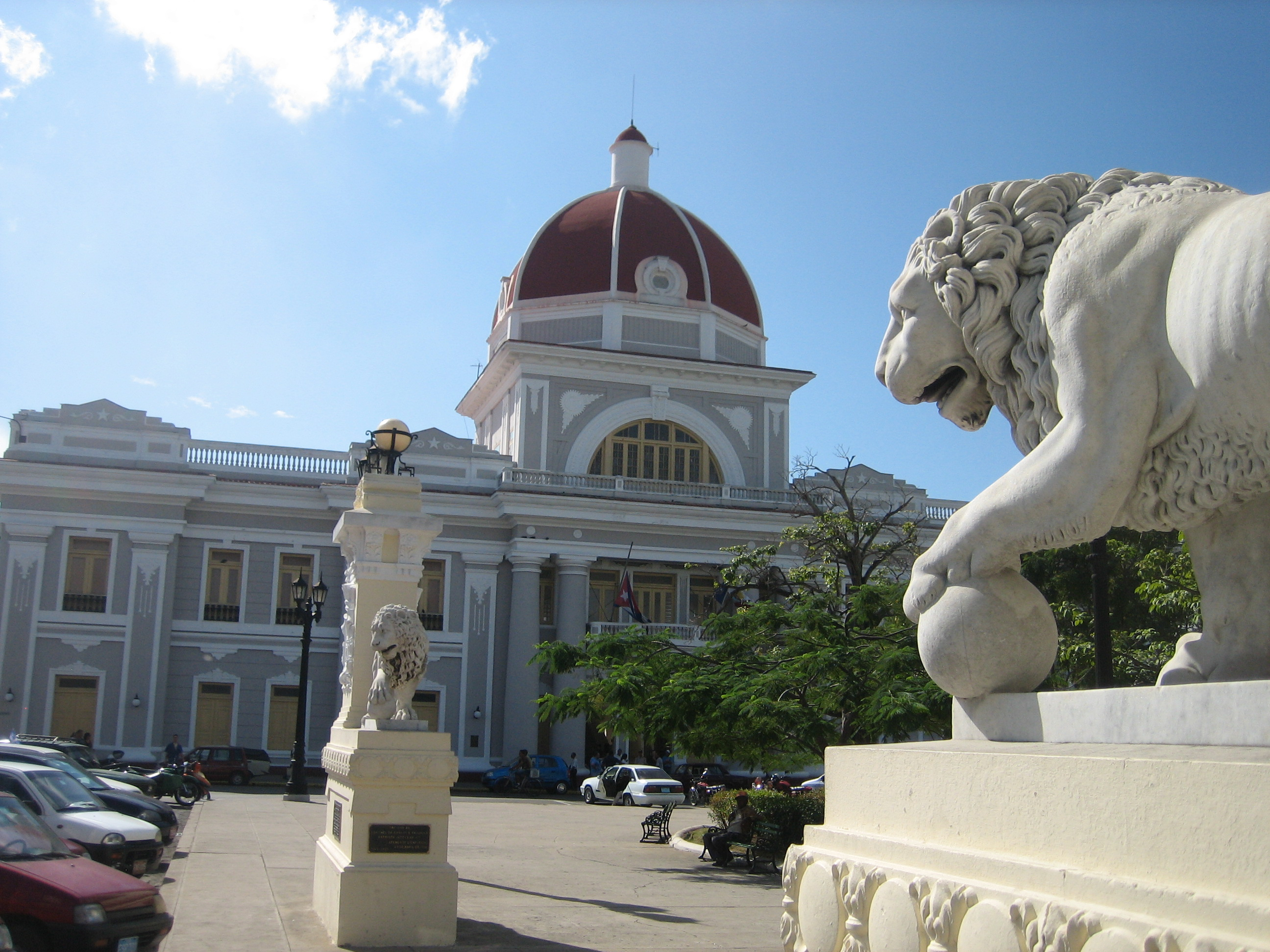
Palau de Govern

Situat en el Parc José Martí, va ser declarat Monument Nacional en 1995. És una emblemàtica construcció davant del parc José Martí. Representa també l'eclecticisme local, però més recent. Va ser escenari dels successos revolucionaris del 5 de setembre de 1957. Avui és seu de l'Assemblea Provincial del Poder Popular.
- Col·legi de Sant Llorenç

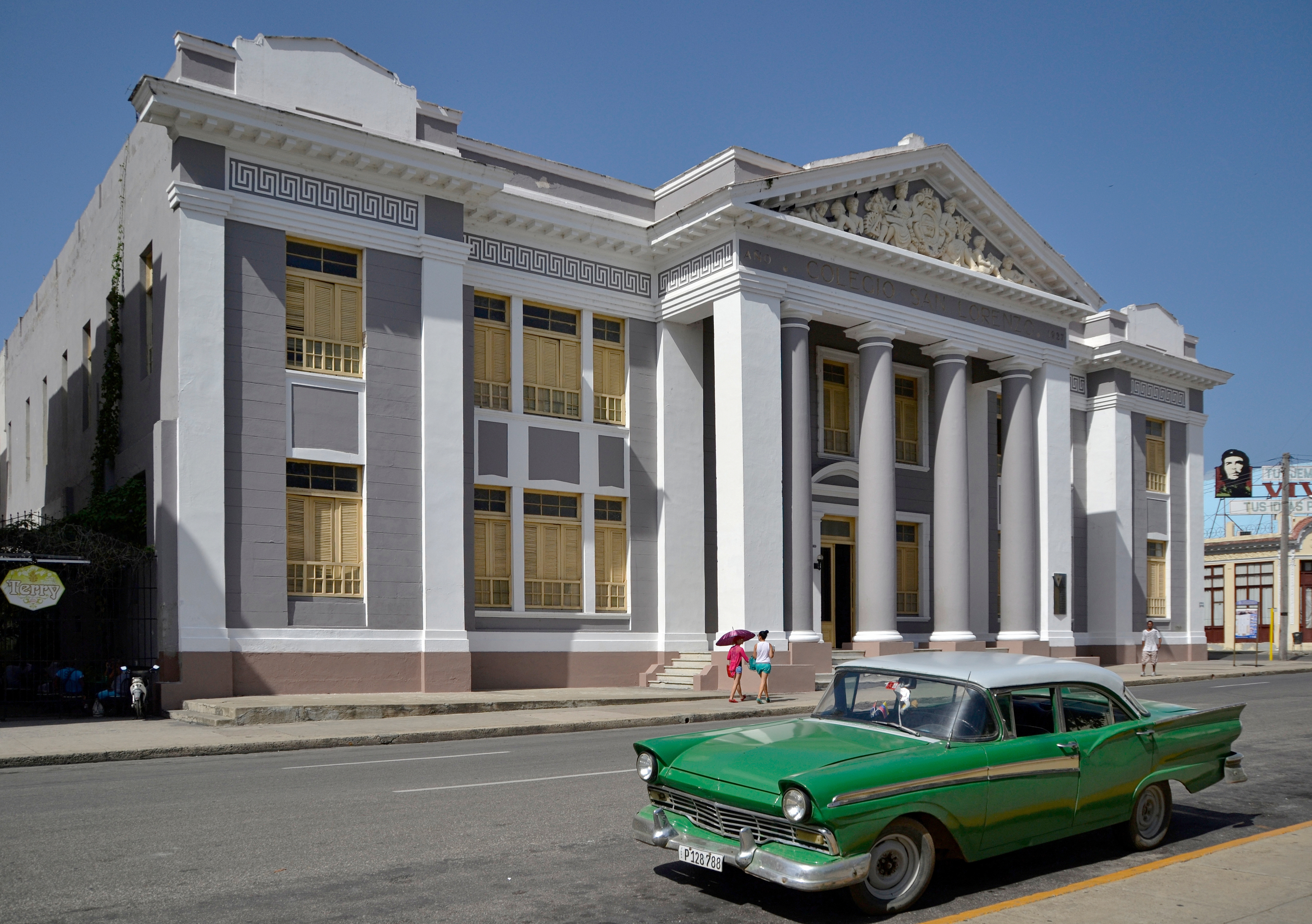
Col·legi de Sant Llorenç

Quan Nicolás Salvador Acea va morir el 1904, va deixar part de la seva herència per a la creació de dues escoles dedicades a nens pobres: una d'arts i oficis per homes i una altra de la llar per dones.
A mitjans de la dècada dels anys 1920 va començar a construir l'edifici davant del Parc Martí. L'escola de la llar Sant Tomàs es va inaugurar a la planta alta el 1r d'octubre de 1929 i la d'arts i oficis Sant Llorenç uns tres anys després.
El frontó triangular està totalment treballat amb motius al·legòrics a la pròspera ciutat de Cienfuegos, presenta al centre un escut local flanquejat simètricament per la figura del comerç, la indústria, l'agricultura, les ciències, les arts…, les dues més grosses de les quals són a cada costat de l'escut, dos nens asseguts i dos ajaguts d'acord amb el tancament de l'angle a cada costat.
Edifici d'estil eclèctic, es basa en la utilització de la línia clàssica heretada del segle xix.

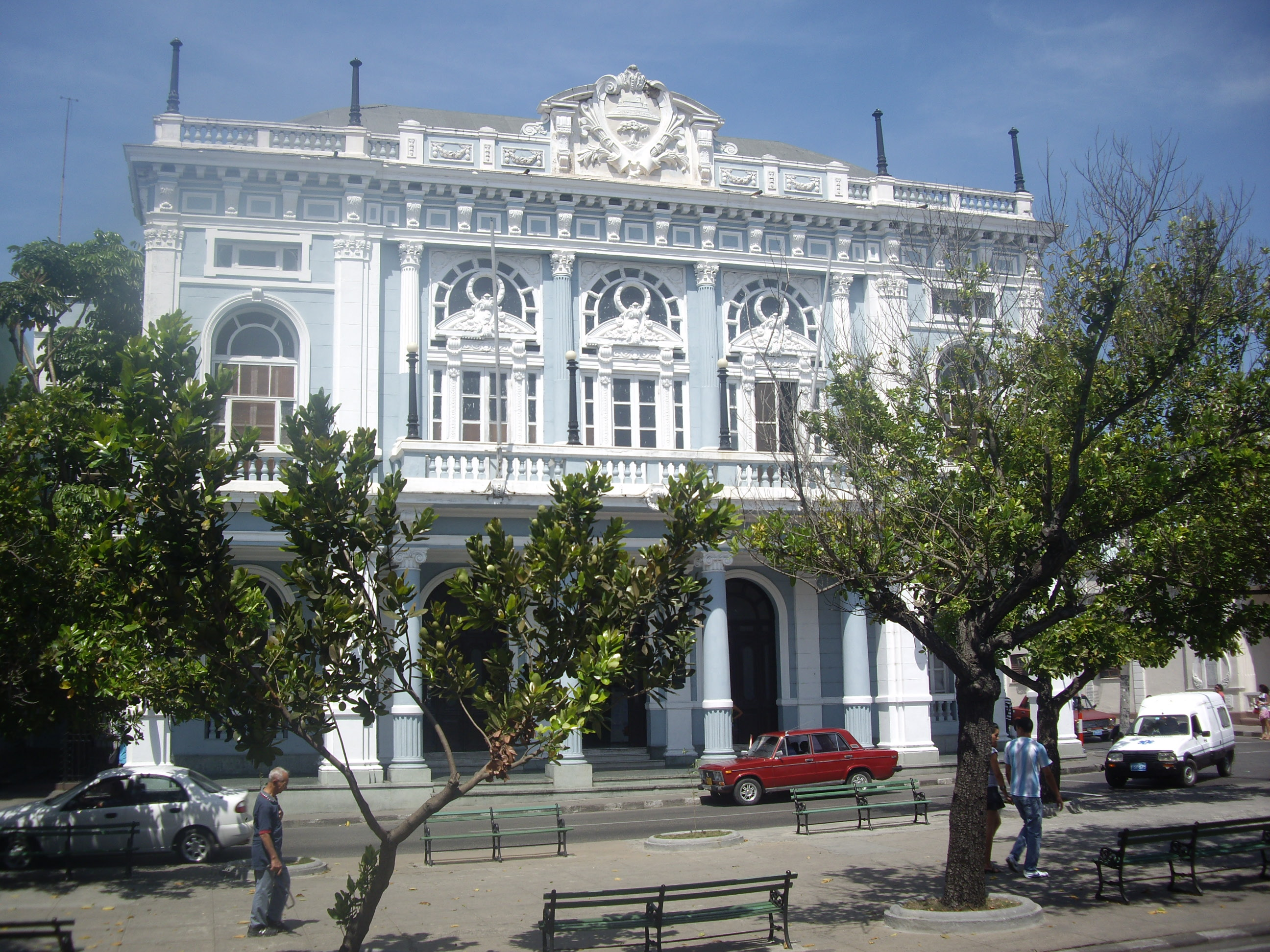
Antic Liceu

- Antic Liceu (actualment Biblioteca Provincial "Roberto García Valdés")

Aquest edifici el va fer construir la Societat d'Instrucció i Esbarjo Liceo de Cienfuegos, l'origen de la qual es remunta al segle xix. Es va inaugurar el 31 de desembre de 1921 després de 3 anys de construcció. En 1961 aquesta societat va ser intervinguda per les organitzacions revolucionàries locals. L'octubre de 1976 es va instal·lar la Biblioteca Provincial "Roberto García Valdés".
L'edifici és una joia de l'eclecticisme de Cienfuegos. Té tres plantes i conjuga dos estils: renaixement a l'exterior i dòric antic a l'interior. La fusteria de la façana està emmarcada dins el pòrtic de paredat i arcs de mig punt de fusta i vidre. A la part més alta té al relleu l'escut de Cienfuegos.
La planta baixa està composta per un pòrtic amb columnates, un ampli vestíbul que condueix directament a l'escala i a ambdós costats del vestíbul es troben sales tancades, utilitzades en l'època en què l'immoble allotjava el Liceu per a jocs de taula, bar, economia i biblioteca.

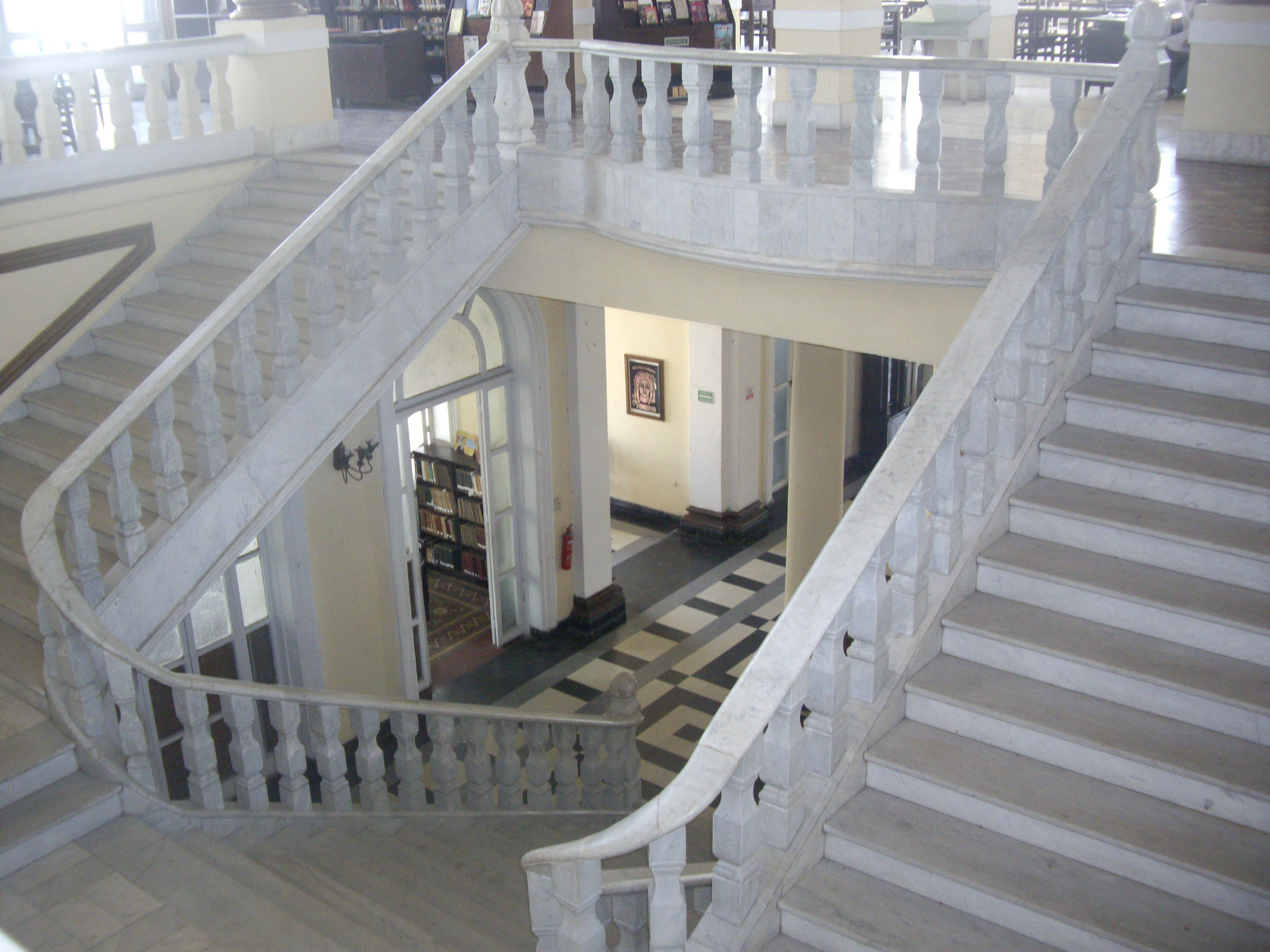
Escalinata de l'Antic Liceu

L'escalinata que dona l'accés al primer pis és de marbre. Té un descans intermedi, del qual surten dues branques, dreta i esquerra que donen accés al primer nivell, envoltat per columnates i una bella barana. Aquest pis està compost per un ampli saló que abasta una gran part de la planta baixa, amb balcons que donen a la façana principal. El sostre és de la catagoria de mansarda, amb decoració estil Lluís XV. Davant d'aquest saló hi ha un entresolat, al qual s'accedeix per una escala metàl·lica de cargol. Aquest espai era ocupat per l'orquestra que amenitzava els balls. A un costat, hi havia el tocador de senyores i al fons la sala d'Esgrima. Pengen del sostre en aquest nivell artístiques làmpades de fina manufactura veneciana.
El segon i últim pis està compost pel terrat, al qual s'accedeix per la continuació de l'escala que ve des del carrer Santa Creu. Aquí es va construir en data no precisada un local que va funcionar com Casino de Jocs.
Diversos adorns apareixen a les parets de l'edifici: Un es dedica a Agustín de Santa Creu i altres commemoren moments importants de la història del Liceu.

### Altres llocs
- Cementiri de Reina

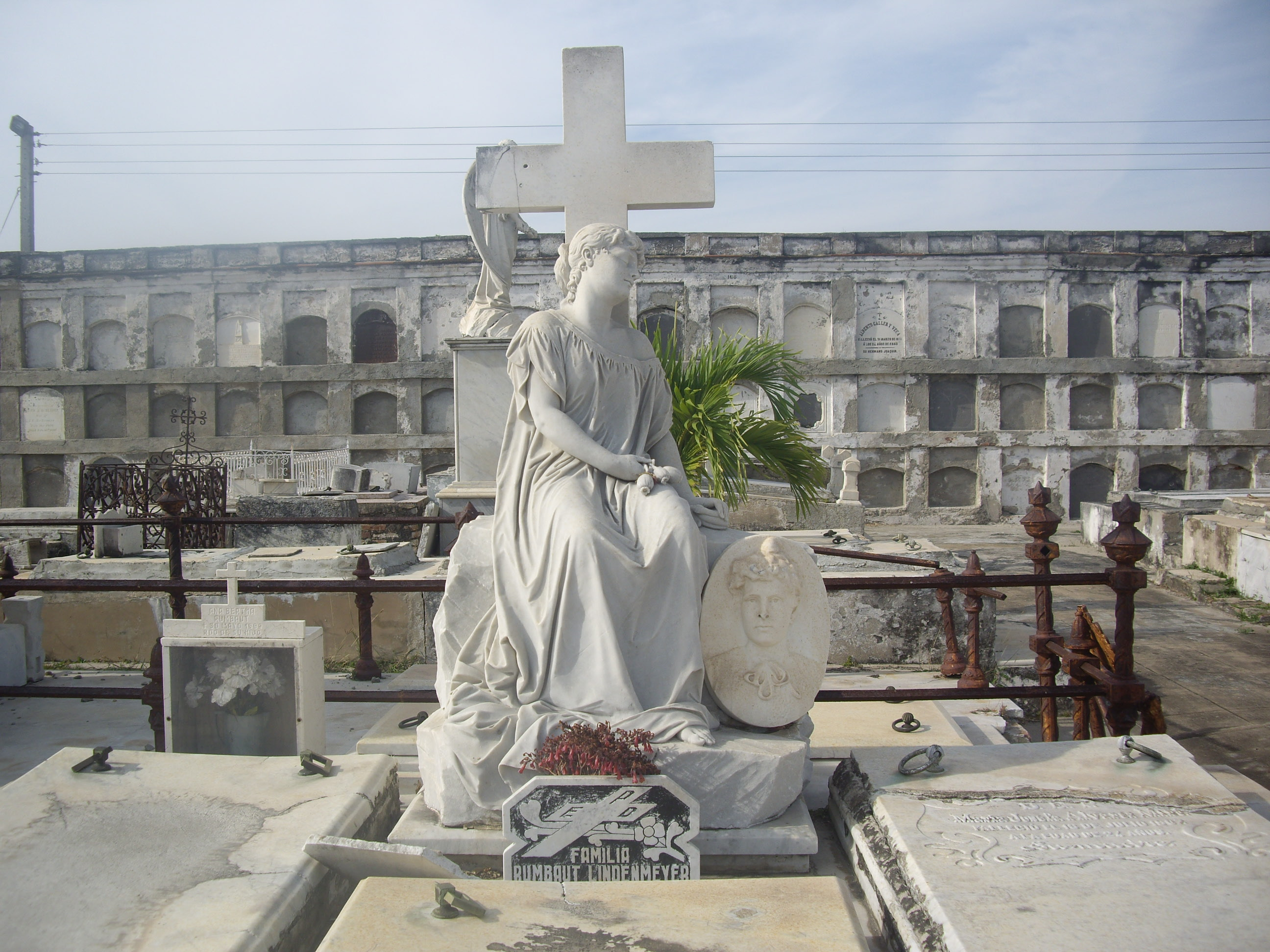
"La Bella Durmiente" al cementiri Reina. Darrere es pot observar les tres fileres de nínxols verticals

Inaugurat el juny de 1839 amb l'objectiu de substituir el cementiri anterior que datava de la fundació de la ciutat el 1819. Va ser declarat Monument Nacional el 30 gener de 1990.
Resulta singular per l'estructura del seu pati principal, únic en el país circumscrit per tres fileres de nínxols verticals. Per aquest cementiri sabem com s'enterrava en l'antiga vila Fernandina de Jagua. Es pot observar el nivell artístic pel que fa als treballs en ferro fos, marbre i pissarra. Les làpides d'aquests nínxols mostren elegància en els seus baixos relleus, igual que la ferreria que emmarca voltes i panteons.
Entre les escultures sobresurt, per la perfecció i suavitat de les seves línies, "La Bella Durmiente", d'un escultor italià. En els nínxols trobam dates mortuòries que es remunten a la dècada de 1830.
- Cementiri Tomás Acea

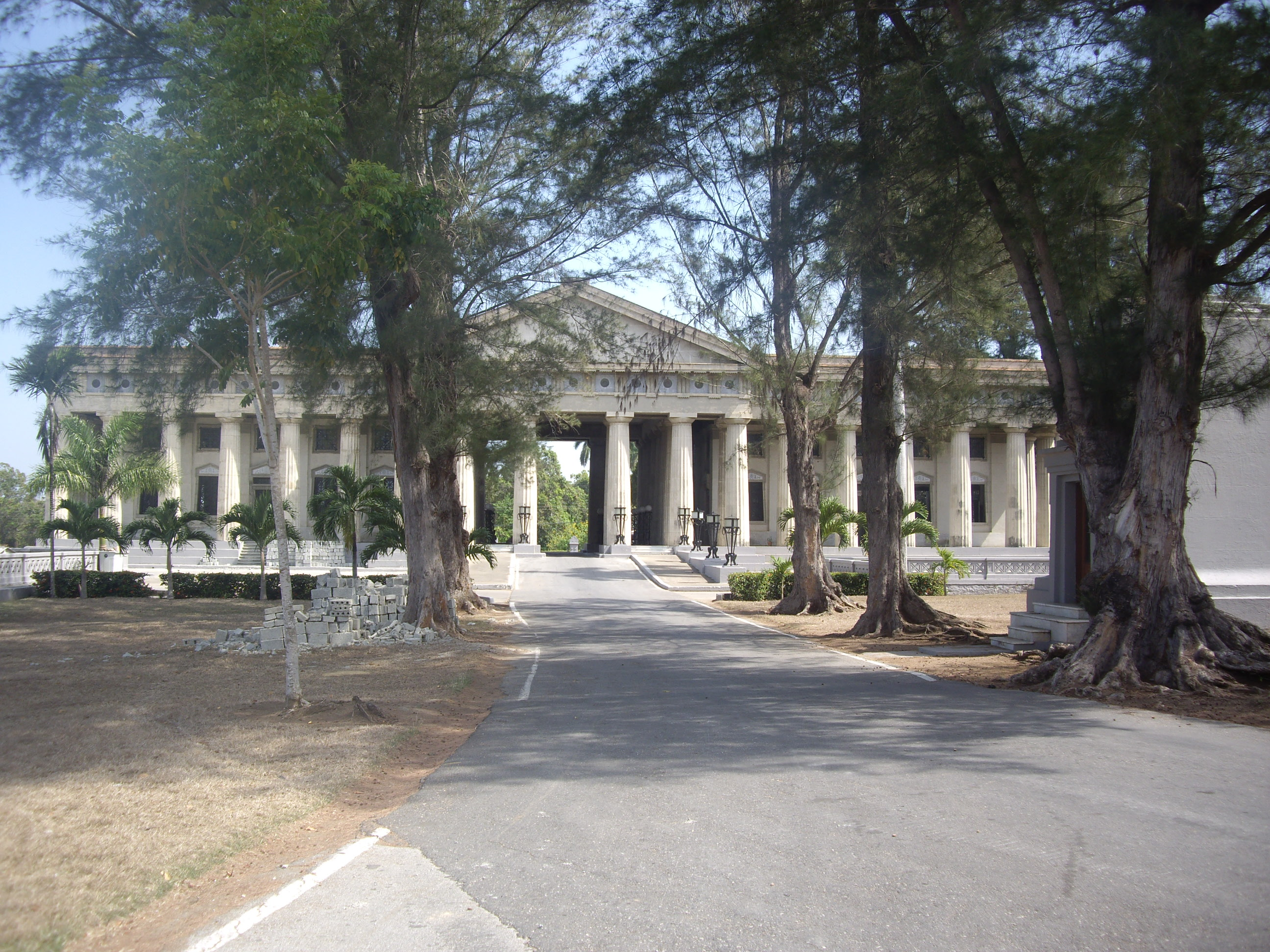
Edifici central del cementiri Tomás Acea

És l'únic cementiri jardí cubà. Declarat Monument Nacional el 10 d'octubre de 1978 per seus valors artístics, arquitectònics, històrics i ambientals.
Es va construir pels pobres, amb diners que va deixar en morir Francisca Tostes García, vídua de l'acabalat cienfueguero Nicolás Salvador Acea y de los Ríos i se li va donar el nom del seu fill Tomás. Va ser inaugurat el 21 de novembre de 1926. Hi ha tota una col·lecció d'escultures monumentals fetes amb marbre de Carrara, d'alta qualitat, portat des d'Itàlia.
El cementiri està parcel·lat en diferents seccions mitjançant avingudes interiors amb diverses espècies d'arbres que donen el nom a cadascuna d'elles: Els Pins, Els Tamarindos, Els Xiprers, entre d'altres.
Descansen personalitats de la història, la cultura i les ciències de la localitat i es destaca des de l'exterior per la impressionant façana de l'edifici central, que és expressió eloqüent de l'arquitectura del període republicà a l'Illa.
Hi ha molts monuments funeraris de gran valor cultural entre els quals destaquen el dels Veterans de la Guerra d'Independència i el Mausoleu dedicat als màrtirs del 5 de setembre de 1957 quan la revolta de marins i civils contra la dictadura de Fulgencio Batista i que va ser dissenyat per l'escultor Evelio Lecuor i els arquitectes Daniel Tabeada i Enrique Capablanca. Així mateix destaca el monument als habitants de Cienfuegos enviats a Àfrica en missions internacionals.
També hi ha l'obelisc que recentment es va inaugurar dedicat a Juan Luis Lorenzo De Clouet, fundador de l'antiga vila Fernandina de Jagua el 1819.

## Fills il·lustres
- Edgardo Martín Cantero (1915-2006), compositor i pedagog musical.